# Однозначно!
«Однозначно!» — третій альбом гурту «Фліт», випущений 23 квітня 2009 року. До виходу альбому були презентовані пісні «Лаю себе», «Як довго я шукав»,  «Однозначно!», а також переспів народної «Чумак п'є», створений для телепрограми «Фольк-music» на Першому національному, навіть посів другу сходинку в осінньо-зимовому сезоні цього шоу.

## Список пісень
1. «Лаю себе»
2. «Невже не в цьому кайф?»
3. «………(твої слова)»
4. «Запалені»
5. «Як довго я шукав»
6. «Новий день вже йде»
7. «Рушай»
8. «Однозначно»
9. «Знати достатньо»
10. «Сьогодні для завтра»
11. «48 днів»
12. «Чумак п'є»

## Учасники запису

### Гурт
- Новіков Володимир — вокал, гітара;
- Марків Андрій — гітара;
- Копієвський Михайло — бас;
- Озарко Ігор — ударні.

### Студійні музиканти
- А. Бєлко — бас (2-12);
- С. Присяжний — гітара (3, 5-11);
- Я. Вільчик — ударні (3-5, 9-11)

### Випуск
Музика: Володимира Новікова.
Слова: Володимира Новікова(1, 2, 3, 4, 6, 8, 9, 10),
Тамара Приймак (1,5, 7, 11),
Народна пісня (12).
Запис: студія «ФДР»
Продюсування: Фліт, ФДР
Саунд-продюсування: ФДР
Дизайн та концепція: BULAKH
Фото: Д. Петрика (салон Сако)

## Цікаві факти
- Для внутрішнього дизайну обкладинки було використано стилістику і оригінальні картинки з коміксу Френка Міллера «Місто Гріхів»